# جزيرة الوصل
جزيـرة الوصل هي جزيرة تقع بالقرب من شاطئ الحميضة في محافظة حقل التابعة لمنطقة تبوك شمال غرب السعودية، وتعد الجزيرة أقصى الجزر السعودية شمالاً، إذ تقع قرب منتصف الجزء الشمالي من الساحل السعودي في خليج العقبة. تتميز أرض الجزيرة كونها مستوية وتتوفر بالشاطئ مجموعة من الشعاب المرجانية مما يجعلها ملائمة لممارسة رياضة الغوص.